# Metró 2034
A Metró 2034 (oroszul Метро 2034) a Metró 2033 című poszt-apokaliptikus sci-fi regény folytatása Dmitry Glukhovksy tollából, mely 2009-ben jelent meg. A történet az előző regénynek nem a közvetlen folytatása, de több szereplő is visszatér, ráadásul a stílusa és a hangulata is jelentősen eltér az elődjétől.

## Cselekmény
|  | Alább a cselekmény részletei következnek! |

Mintegy húsz évvel a nukleáris háború után néhány ezer ember küzd az életben maradásért a moszkvai metróhálózat különböző állomásain élve. Egy év telt el azóta, hogy Artyom segítségével végzetes csapást mértek a feketékre.
Szevasztopolszkaja állomása az egyik legelszigeteltebb a moszkvai metróhálózat lakott helyei közül. Délről folyamatosan szörnyek támadják, keletről megközelíthetetlen a radioaktív sugárzás miatt, északról pedig csak több lakatlan állomáson át vezet az út a Hanzához. Szevasztopolszkaján sok mérnök él, így az általuk épített vízimalmokkal termelt áram a fő exportcikk, ráadásul a sok energia a rendes világítást és a zöldségtermesztést is lehetővé teszi. A Hanza energiaszükségletének egyharmadáért cserébe heti rendszerességgel kapnak nagy mennyiségű lőszert, mivel a mutánsok folyamatosan ostromolják délről az állomást. Egy hét után azonban nem érkezik vissza az egyik töltényekért küldött karaván, lőszer nélkül pedig az állomást nem tudják megvédeni sokáig, ráadásul a megkeresésükre küldött expedíció sem tért vissza az alig pár órás útról.
A denevérszerű szörnyetegek ismét ostromolják az állomást, de a rejtélyes brigadéros szinte egymaga visszaveri őket. Társai, különösen egy Homérosznak becézett idősebb férfi csodálják a hőst, habár még a nevét sem tudják, noha már több hónapja szolgál náluk. Ezalatt az állomásfőnök és a parancsnok azon tanakodnak, hogy mitévők legyenek. Dilemmájukat a brigadéros oldja meg, aki önként ajánlkozik az expedícióra, cserébe Homéroszt és még egy embert kér maga mellé. A tisztek elejtett szavaiból kiderül, hogy a rejtélyes, sebhelyes arcú harcost Hunternek hívják.
Végül a három ember: Homérosz, Hunter és Ahmed elindulnak a Dobrinyinszkajára. Az első lakatlan állomáson, a Nahimovszkij proszpekten csak az ott élő békés dögevő mutánsokkal futnak össze. A szomszédos, hírhedt Nagornaján azonban eltévednek a ködben, és az ott élő rejtélyes mutánsok végeznek Ahmeddel, a brigadéros túlélését állítólag az okozta, hogy a lélekelszívó lények undorodtak tőle. A Tulszkajához érve a bejárat előtti őrséggel Hunter vált néhány szót, majd lezárják előtte a hermetikus acélkapukat. Az öregnek azt mondja, hogy banditák foglalták el az állomást, és meg kell ostromolni, ám Homérosz titokban egy hullánál talált naplóból kideríti, hogy végzetes járvány tört ott ki. Visszatérve jelentik a tapasztalatokat, majd egy újabb küldetésre indulnak, mivel a brigadéros tudna erősítést szerezni az ostromhoz. A hosszú út előtt Homérosz elbúcsúzik a feleségétől, de reméli, hogy egy olyan kalandban lesz része, amely méltó az utókornak szánt regényéhez. Felszerelkezve és a ritka védőruhájukba beöltözve elindulnak a keleti járatba. Mivel egy fel nem robbant nukleáris robbanófej zuhant a Kasirszkajára, így majdnem biztosan belehalnának a rendkívül erős radioaktív sugárzásba, ha a főalagúton haladnának tovább, de Homérosz talál egy mellékjáratot, így kikerülve a végzetes helyszínt. A furcsa pókhálóval teli alagút annyira járhatatlan volt, hogy az ottani gyengébb sugárzás is halálosnak bizonyult volna, így végül felgyújtották a hálót, igaz, hogy a felkavart radioaktív por tönkretette a védőfelszerelésüket.
A cselekményszál itt fut össze a másik főszereplőével. Szása az apjával élt száműzetésben a Kolomenszkaján, ahová a korábbi állomásfőnököt a kommunista felkelők száműzték. Az apa több évig sztalkerkedésből tartotta el lányát, ám végül belehalt a sugárbetegségbe. A velük kapcsolatot tartó kereskedő éppen meg akarta erőszakolni az árván maradt 17 éves lányt, amikor az éppen akkor odaérő Hunter lelőtte a támadót. Homérosz megtalálja a fiatal Szásában a leendő regénye hősnőjét, és mivel éppen a halálos alagút felé indulna, így magukkal viszik át a folyón. Későn érnek a Paveleckajára, így kénytelenek a betörő mutánsok ellen védekezni. A szörnyek azonban bejutnak, végül Hunter megmenti a lány, bár mindketten súlyosan megsérülnek. A lánynak megtetszik a hős férfi, aki azonban elutasítja őt, így kétségbeesetten felrohan a felszínre, de egy sztalker megmenti a szörnyektől. A kómából felébredő brigadérosnak az öreg azt hazudja, hogy tudtán kívül kibeszélte a járványt, így az kénytelen beismerni, hogy a Tulszkaja kiirtása az útjának a célja. Hunter és Homérosz elindul a Poliszba erősítésért, míg a lány elszökik egy Leonyid nevű zenésszel, aki állítólag tudja a gyógymódot a betegségre, így megmentheti az ottaniakat.
A Poljankán mindkettejüknek látomása van, de a két férfi ezek tartalmát eltitkolja. A láthatóan egyre agresszívebb és betegebb brigadéros kezdi kétségbe ejteni az öreget, de tudja, hogy nélküle nemcsak a Szevasztopolszkaja, hanem az egész metró belehalhat az eseményekbe. Ráadásul úgy véli, a történet elég jó lesz ahhoz, hogy megörökítse az utókornak. A Poliszba érve Hunterből előtör a vadállat, de az öreg visszafogja, de így is bebörtönzik a határőrökre való támadás miatt. Homérosz jelenti Melnyiknek, hogy Hunter őt keresi, de a vezér nem hiszi el, mivel a legendás harcosát 1 évig keresték hiába. Melnyik igen rossz állapotban van: tolókocsiba kényszerült, és jobb kezét is vállból levágták. (Később kiderül, hogy a kommunista Vörös Vonal elleni harcban történt ez, abban a bunkerben a Rend tagjainak fele elesett.) Nem kis megdöbbenésére Hunter addigra kijutott a börtönből, és máris kéri az erősítést a járvány leküzdésére, melyet meg is kap a főnökétől. Mivel a Rend feladata a teljes metró védelme, így az esetleges járvány kitörésének megakadályozását mindennél fontosabbnak tartják.
Ezalatt Szása és Leonyid a Hanzán szórakoznak, de a lány egyre jobban aggódik az idő miatt. A részeg fiú bevezeti őt a Vörös Vonalra, ahol először bebörtönzik őket, majd minden indok nélkül kiengedik őket. A konfliktus után elindulnak a legendás Smaragdváros felé, ami a Lomonoszov Egyetem főépülete alatti rejtett bázist jelenti. Egyre jobban telik az idő, végül Leonyid bevallja, hogy csak szórakozott a neki tetsző lánnyal, és csak azért engedték be mindenhová, mert a kommunisták főtitkárának, Moszkvin elvtársnak a fia, és különleges diplomata útlevéllel rendelkezik. Bevallja azt is, hogy a sugárzás gyógyítja a járványt, így azonnal elindulnak a gócpontra, mielőtt a megsemmisítő osztag odaérne.
A lezárt Tulszkaján a betegek egyre ingerültebbek, és kitörnek a karanténból. A bennrekedt katonák lelövik őket, de a vezetőjüket megölik, aki még utasítja egy Artyom nevű tisztjét (aki nem azonos az előző mű főhősével!), hogy végszükség esetén robbantsa fel az alagutat. Mivel a fertőzöttek hamarosan kinyitják a Hanza felőli hermetikus kaput, így a katona megkezdi a robbantás előkészítését.
A két csapat egyszerre ér oda a Dobrinyinszkajára, de a Rend felfegyverzett katonái megindulnak a Tulszkajára. Szása és Homérosz is Huntert keresi: az előbbi megállítaná, a másik pedig a munka végeztével lelőné a minden bizonnyal megőrült gyilkológépet, mielőtt közveszélyessé válna. A felnyílt hermetikus kapun a lány és a fiú bejutnak a karanténban lévő állomásra, majd Leonyid fuvolaszóval lenyugtatja az őrjöngő tömeget, és Szása elmondja nekik, hogy a sugárzás meggyógyítja őket. A Rend katonái közül valaki kérleli őt, hogy menjen innen, mielőtt betörnének oda, és mindenkivel végeznének, de a lány hajthatatlan marad. Csodát kér, majd hirtelen berobban az alagút, és elárasztja őket a víz. Homérosz később hiába kereste Szása holttestét, de az nem került elő...

A Metró 2035-ből kiderül, hogy néhány lényeges dolog egészen másként és kevésbé optimistán történt, mint ahogy azt az öreg Homérosz lejegyezte az utókornak.
|  | Itt a vége a cselekmény részletezésének! |

## A mű fogadtatása
A regényt a kritikusok és az olvasók is jónak találták. Oroszországban igen népszerű lett, fél év alatt mintegy 300 000 példány fogyott belőle, ezzel az országban 2009 legnagyobb bestsellere lett. A könyv mellett Glukhovsky a hivatalos weboldalán is közzétette a szöveget, ahol további 1 000 000 ember olvasta azt el.